# Chang Chung-jen
Chang Chung-jen (* am 11. Juni 1919 in Sichuan; † nach 1972) war ein chinesischer Diplomat.

## Persönliches
- Er heiratete Alice Peng. Sie hatten eine Tochter und einen Sohn.

## Ausbildung
- Bachelor of Arts der Universität Südwestchinas.

## Werdegang
1949 trat er in den auswärtigen Dienst von Taiwan und war bis 1950 Chefsekretär im Außenministerium in Taipei. Danach wurde er von 1950 bis 1952 im Ministry of Culture (Taiwan) beschäftigt. In den Jahren von 1952 bis 1955 war er stellvertretender Protokollchef im Außenministerium. Von 1955 bis 1959 war er Gesandtschaftsrat in Ankara, danach war er für drei Jahre im Gesandtschaftsrat von Rio de Janeiro. Danach war er von 1952 bis 1955 stellvertretender Leiter der Abteilung Asien und Pazifik im Außenministerium. Im November 1964 wurde in Kuala Lumpur ein taiwanesisches Konsulat eröffnet, das 1969 zum Generalkonsulat aufgewertet, und 1974, nach der Aufnahme diplomatischer Beziehungen der Regierungen in Kuala Lumpur und Peking, in ein  Fernost-Handels- und Tourismuszentrum umdeklariert wurde. Von August 1969 bis Juli 1972 hatte Chang Exequatur als Generalkonsul in Kuala Lumpur und war gleichzeitig Botschafter in Malé.